# Paolo III Antonio Esterházy di Galantha
Paolo III Antonio Esterházy di Galantha (Vienna, 10 maggio 1786 – Ratisbona, 21 maggio 1866) è stato un nobile, politico e diplomatico ungherese, al servizio della Casa d'Asburgo.

## Biografia

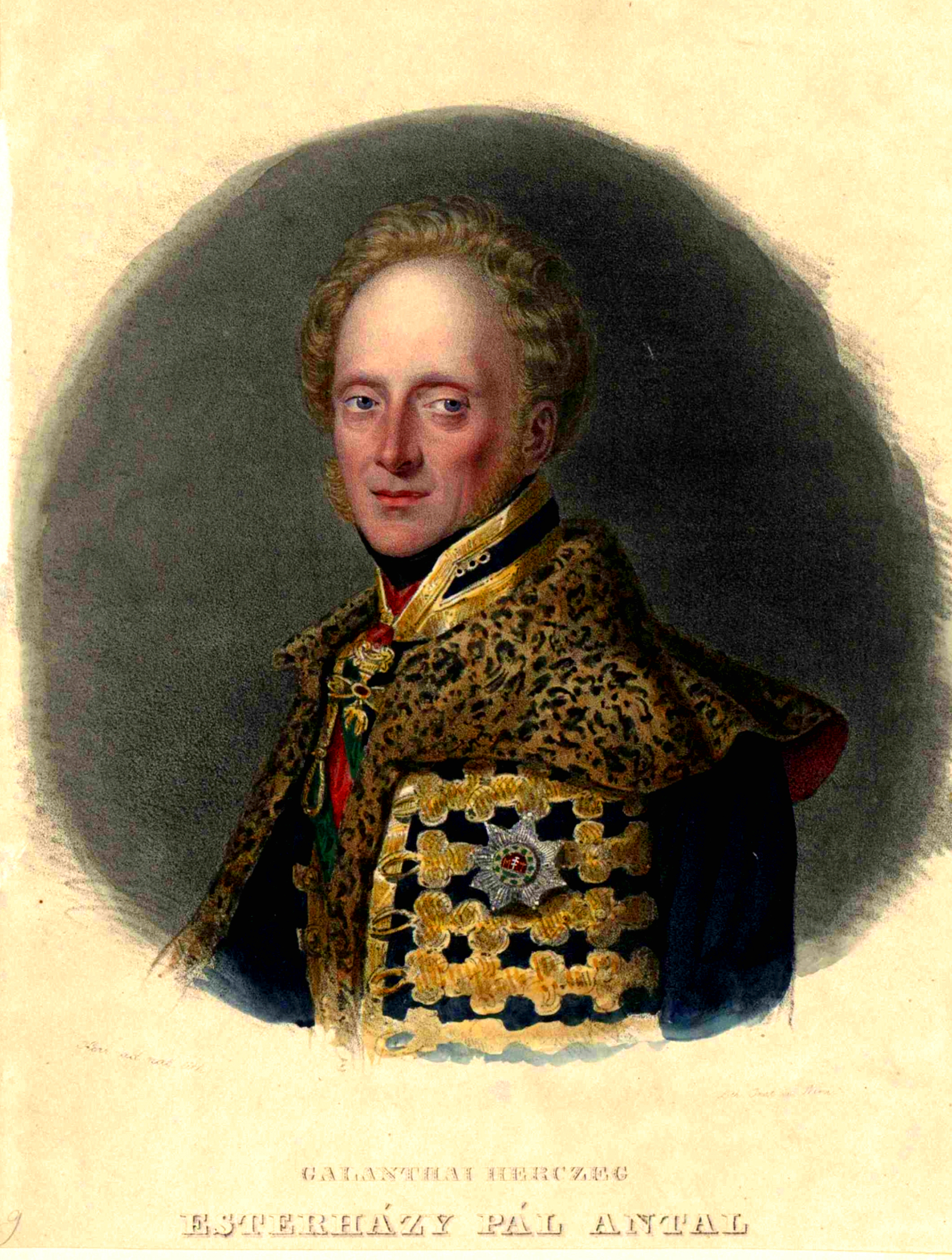
Il principe Paolo III Antonio Esterházy in una litografia d'epoca

Paolo III Antonio nacque a Vienna il 10 maggio 1786, figlio del principe Nicola II Esterházy e di sua moglie, la principessa Maria Giuseppa del Liechtenstein. Egli era pertanto nipote del principe regnante Francesco Giuseppe I del Liechtenstein.
Iniziò la sua carriera presso la corte austriaca, a cui era tra l'altro sottoposta all'epoca anche l'Ungheria, patria dei suoi avi. Come Tesoriere imperiale riuscì a tessere legami fondamentali con le personalità più importanti del suo tempo. Tra questi, strinse ottimi rapporti con il principe Klemens von Metternich e con il Primo Ministro, il principe Felix Schwarzenberg. Ambasciatore imperiale nei Paesi Bassi e poi in Gran Bretagna, egli acquisì una notevole esperienza in materia di diplomazia internazionale.
Nel 1833, alla morte del padre Nicola II, Paolo III Antonio gli succedette alla guida della famiglia dei principi Esterházy di Galantha. Illuse i suoi compatrioti ungheresi, millantando che sarebbe divenuto inviato imperiale in Ungheria e che avrebbe risollevato le sorti dell'indipendenza dello stato, ma sino al 1842 rimase ambasciatore a Londra.
Ritornato a Vienna e divenuto ministro ungherese, si fece finalmente promotore della causa nazionale, ma il clima antiasburgico si fece via via sempre più pressante ed incontrollabile anche da parte dello stesso principe Esterházy. Quando scoppiarono i moti del 1848 anche in Ungheria, il principe si trovava di fronte a un grande dilemma: aiutare gli ungheresi o schierarsi con l'Imperatore?
Poiché non era possibile abbracciare entrambe le cause allo stesso tempo e per questo decise, come del resto avevano fatto molti dei suoi predecessori, di schierarsi con la fazione imperiale contro la politica della sua madrepatria. Per questo motivo, e per ragioni di sicurezza, venne sollevato dall'incarico di ministro ungherese e negli anni successivi venne costretto a vivere fuori dall'Ungheria.
La riconciliazione austro-ungherese del 1867 non sortì ad ogni modo l'effetto voluto e Paolo III Antonio rimase a Vienna.
Poco prima della sua morte, la situazione finanziaria della famiglia era divenuta gravissima in quanto egli stesso non era stato in grado di pagare i debiti lasciati dai suoi predecessori. Francesco Giuseppe ottenne nel 1865 il sequestro di tutte le sue proprietà sino al 1898, quando la famiglia riuscì a pagare il proprio debito con lo stato.
Alla sua morte, gli succedette il figlio Nicola III.

## Matrimonio e figli
Paolo III Antonio, sposò la principessa Maria Teresa di Thurn und Taxis, dalla quale ebbe i seguenti eredi:
- Maria Teresa (1813-1894), sposò il conte Federico Chorinsky, barone di Ledske
- Teresa (1815-?)
- Nicola Paolo (1817-1894), sposò la contessa Sara Frederica Child Villiers

## Albero genealogico
|                                                   |                            |                                            | Genitori                                                           |  |  | Nonni |  |  | Bisnonni           |  |  | Trisnonni          |  |
|                                                   |                            |                                            |                                                                    |  |  |       |  |  | Nicola I Esterházy |  |  | Giuseppe Esterházy |  |
|                                                   |                            |                                            |                                                                    |  |  |       |  |  | Nicola I Esterházy |  |  | Giuseppe Esterházy |  |
|                                                   |                            | Maria Oktavia von Gilleis                  |                                                                    |  |  |       |  |  | Nicola I Esterházy |  |  |                    |  |
| Antonio I Esterházy                               |                            |                                            |                                                                    |  |  |       |  |  | Nicola I Esterházy |  |  |                    |  |
|                                                   |                            | Maria Elisabetta Ungnad von Weissenwolff   | Ferdinand Bonaventura von Weissenwolff                             |  |  |       |  |  |                    |  |  |                    |  |
|                                                   |                            | Maria Elisabetta Ungnad von Weissenwolff   | Ferdinand Bonaventura von Weissenwolff                             |  |  |       |  |  |                    |  |  |                    |  |
|                                                   |                            | Maria Elisabetta Ungnad von Weissenwolff   | Maria Theresia von Starhemberg                                     |  |  |       |  |  |                    |  |  |                    |  |
| Nicola II Esterházy                               |                            | Maria Elisabetta Ungnad von Weissenwolff   |                                                                    |  |  |       |  |  |                    |  |  |                    |  |
|                                                   |                            | Jozef Erdődy von Monyorókerek und Monoszló | Jan Nepomuk Erdödy                                                 |  |  |       |  |  |                    |  |  |                    |  |
|                                                   |                            | Jozef Erdődy von Monyorókerek und Monoszló | Jan Nepomuk Erdödy                                                 |  |  |       |  |  |                    |  |  |                    |  |
|                                                   |                            | Jozef Erdődy von Monyorókerek und Monoszló | Terézia Pálfiová                                                   |  |  |       |  |  |                    |  |  |                    |  |
| Maria Teresa Erdődy von Monyorókerek und Monoszló |                            | Jozef Erdődy von Monyorókerek und Monoszló |                                                                    |  |  |       |  |  |                    |  |  |                    |  |
|                                                   |                            | Maria Antonia von Batthyány-Strattmann     | Adam Wenzel von Batthyány-Strattmann                               |  |  |       |  |  |                    |  |  |                    |  |
|                                                   |                            | Maria Antonia von Batthyány-Strattmann     | Adam Wenzel von Batthyány-Strattmann                               |  |  |       |  |  |                    |  |  |                    |  |
|                                                   |                            | Maria Antonia von Batthyány-Strattmann     | Mária Terézia Illésházy de Illésháza                               |  |  |       |  |  |                    |  |  |                    |  |
| Paolo III Antonio Esterházy                       |                            | Maria Antonia von Batthyány-Strattmann     |                                                                    |  |  |       |  |  |                    |  |  |                    |  |
|                                                   | Emanuele del Liechtenstein | Filippo Erasmo del Liechtenstein           |                                                                    |  |  |       |  |  |                    |  |  |                    |  |
|                                                   | Emanuele del Liechtenstein | Filippo Erasmo del Liechtenstein           |                                                                    |  |  |       |  |  |                    |  |  |                    |  |
|                                                   | Emanuele del Liechtenstein | Cristina di Löwenstein-Wertheim-Rochefort  |                                                                    |  |  |       |  |  |                    |  |  |                    |  |
| Francesco Giuseppe I del Liechtenstein            | Emanuele del Liechtenstein |                                            |                                                                    |  |  |       |  |  |                    |  |  |                    |  |
|                                                   |                            | Antonia di Dietrichstein-Weichselstädt     | Carlo Ludovico di Dietrichstein                                    |  |  |       |  |  |                    |  |  |                    |  |
|                                                   |                            | Antonia di Dietrichstein-Weichselstädt     | Carlo Ludovico di Dietrichstein                                    |  |  |       |  |  |                    |  |  |                    |  |
|                                                   |                            | Antonia di Dietrichstein-Weichselstädt     | Maria Teresa Anna di Trauttmansdorff                               |  |  |       |  |  |                    |  |  |                    |  |
| Maria Giuseppa del Liechtenstein                  |                            | Antonia di Dietrichstein-Weichselstädt     |                                                                    |  |  |       |  |  |                    |  |  |                    |  |
|                                                   |                            | Francesco Filippo di Sternberg             | Francesco Damiano di Sternberg                                     |  |  |       |  |  |                    |  |  |                    |  |
|                                                   |                            | Francesco Filippo di Sternberg             | Francesco Damiano di Sternberg                                     |  |  |       |  |  |                    |  |  |                    |  |
|                                                   |                            | Francesco Filippo di Sternberg             | Marie Josefa von Trauttmansdorff-Weinsberg                         |  |  |       |  |  |                    |  |  |                    |  |
| Leopoldina di Sternberg                           |                            | Francesco Filippo di Sternberg             |                                                                    |  |  |       |  |  |                    |  |  |                    |  |
|                                                   |                            | Maria Leopoldina di Starhemberg            | Konrad Sigismund Anton von Starhemberg                             |  |  |       |  |  |                    |  |  |                    |  |
|                                                   |                            | Maria Leopoldina di Starhemberg            | Konrad Sigismund Anton von Starhemberg                             |  |  |       |  |  |                    |  |  |                    |  |
|                                                   |                            | Maria Leopoldina di Starhemberg            | Maria Leopoldine Elisabeth Renate zu Löwenstein-Wertheim-Rochefort |  |  |       |  |  |                    |  |  |                    |  |
|                                                   |                            | Maria Leopoldina di Starhemberg            |                                                                    |  |  |       |  |  |                    |  |  |                    |  |